# Tratado de París (1801)
El Tratado de París, firmado en la capital francesa el 4 de octubre de 1801, fue un acuerdo de paz entre España y el Imperio Ruso, que puso fin a la Guerra Hispano-Rusa (1799-1801), en la que no llegaron a romperse hostilidades, restableciendo el statu quo ante bellum.
Según los tres artículos del tratado, ambos países restablecían la paz y amistad entrambos, y nombrarían sendos embajadores.
Los encargados de firmarlo fueron el embajador español en París, José Nicolás de Azara y el conde Arcadi Marcoff.